# Poecilia

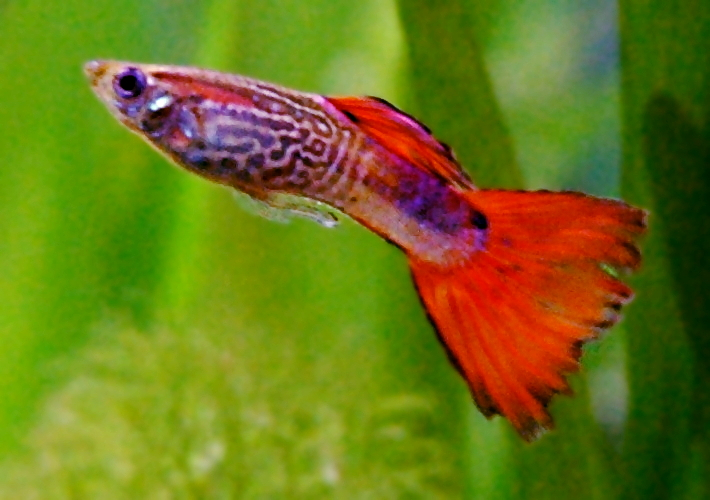
Exemplar mascle de Poecilia reticulata

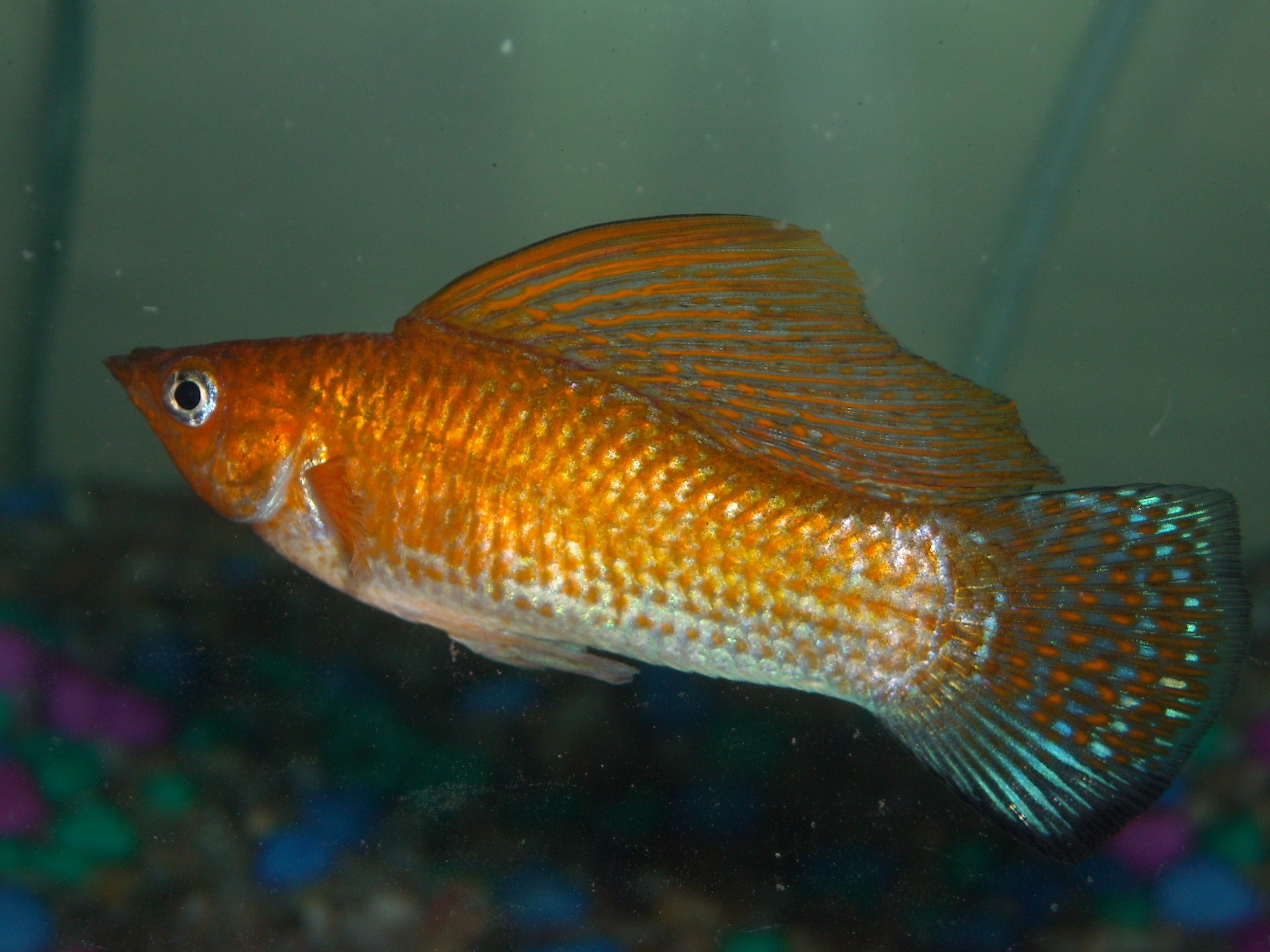
Poecilia velifera

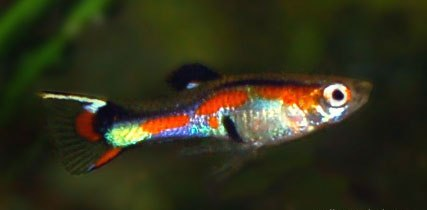
Poecilia wingei

 Poecilia és un gènere de peixos de la família dels pecílids i de l'ordre dels ciprinodontiformes.

## Taxonomia
- Poecilia amazonica (Garman, 1895)
- Poecilia boesemani (Poeser, 2003 )
- Poecilia butleri (Jordan, 1889)
- Poecilia catemaconis (Miller, 1975 )
- Poecilia caucana (Steindachner, 1880)
- Poecilia caudofasciata (Regan, 1913)
- Poecilia chica (Miller, 1975 )
- Poecilia dauli (Meyer & Radda, 2000 )
- Poecilia elegans (Trewavas, 1948)
- Poecilia formosa (Girard, 1859)
- Poecilia gillii (Kner, 1863)
- Poecilia hispaniolana (Rivas, 1978 )
- Poecilia koperi (Poeser, 2003 )
- Poecilia kykesis (Poeser, 2002 )
- Poecilia latipinna (Le Sueur, 1821)
- Poecilia latipunctata (Meek, 1904 )
- Poecilia marcellinoi (Poeser, 1995 )
- Poecilia maylandi (Meyer, 1983 )
- Poecilia mechthildae (Meyer, Etzel & Bork, 2002)
- Poecilia mexicana (Steindachner, 1863 )
- Poecilia nicholsi (Myers, 1931)
- Poecilia orri (Fowler, 1943)
- Poecilia petenensis (Günther, 1866)
- Poecilia reticulata (Peters, 1859)
- Poecilia rositae (Meyer, Schneider, Radda, Wilde & Schartl, 2004 )
- Poecilia salvatoris (Regan, 1907 )
- Poecilia sphenops (Valenciennes, 1846)
- Poecilia sulphuraria (Alvarez, 1948)
- Poecilia teresae (Greenfield, 1990 )
- Poecilia vandepolli (Van Lidth de Jeude, 1887 )
- Poecilia velifera (Regan, 1914)
- Poecilia vivipara ((Bloch & Schneider, 1801)
- Poecilia wandae (Poeser, 2003 )
- Poecilia wingei (Poeser, Kempkes & Isbrücker, 2005)[1][2][3][4][5][6]